# Santa Rosa de Yacuma
Santa Rosa de Yacuma ou Santa Rosa del Yacuma (curto: Santa Rosa) é uma pequena cidade nos pampas da Amazônia da Bolívia, Departamento de Beni.

## Localização
Santa Rosa de Yacuma é o centro administrativo do município de município de Santa Rosa na província de José Ballivián. Está localizado na margem esquerda do rio Yacuma, 230km noroeste de Trinidad, a capital do  departamento. Cidades mais próximas são Reyes (Bolívia), a duas horas de carro em uma estrada pobre para o sudoeste, e Rurrenabaque 100 km ao sudoeste.
No Oeste de Santa Rosa há um lago de água doce de 7 km de comprimento e 4 km de largura, e 20 quilômetros ao noroeste da cidade há 155 km² a grande Laguna Rogagua, em conjunto com os pampas na rio Yacuma populares destinos turísticos da região.

## População
No censo de 2001, Santa Rosa tinha uma população de 4.319 habitantes em 2001, e um valor estimado de 4.831 em 2008.